# Marianne Golte-Bechtle
Marianne Golte-Bechtle (* 24. April 1941 in Frankfurt am Main; † 1. Januar 2023) war eine deutsche wissenschaftliche Grafikerin und Künstlerin, die in Stuttgart lebte und wirkte. Bekannt wurde sie durch ihre Illustrationen in zahlreichen Naturführern, Kindersachbüchern und Pflanzen-Bestimmungsbüchern, unter anderen dem Klassiker „Was blüht denn da?“.

## Leben und Werk

### Jugend und Ausbildung
Marianne Bechtle wurde in Frankfurt am Main geboren und wuchs dort auf. Obwohl sie ein Stadtkind war, entwickelte sie schon vor dem Grundschulalter eine große Liebe zur Natur, beobachtete Eidechsen und Molche und begann schon sehr früh, Tiere auch zu zeichnen.
Nach der Schulzeit war sie zunächst unschlüssig über ihren beruflichen Weg. Ihr Naturinteresse und ihre Tierliebe führten sie ans Senckenberg Naturmuseum (damals Senckenberg Museum) in ihrer Heimatstadt. Mit 16 Jahren begann sie an dieser Einrichtung eine Lehre zur Museumslaborantin (1957–1960). In den Sammlungen des Museums, bei Bestimmungs- und Präparierkursen lernte sie viel über Formenvielfalt, Anatomie und Lebensweise von Tieren.
Per Zufall wurde ihr Zeichentalent entdeckt, als sie während des Pförtnerdienstes Tiere zum Zeitvertreib zeichnete. Wolfgang Klausewitz, der damalige Leiter der Abteilung für Ichthyologie, förderte ihr Talent. Ihr erster Illustrationsauftrag, ein Süßwasserkugelfisch, erschien in der DATZ, einer bekannten Zeitschrift für Aquarien- und Terrarienkunde. Daraufhin holte der damalige Direktor des Museums, Robert Mertens, Marianne Bechtle in seine Abteilung, in der es zu ihrer Begeisterung von lebenden Reptilien und Amphibien aus aller Welt nur so wimmelte. Er betraute sie mit einigen Illustrationen zur Thematik der Schildkröten für sein Buch über Schildkröten, Krokodile und Brückenechsen, das 1961 erschien. Endlich konnte sie ihre Liebe zur Natur, ihr Interesse an Biologie und ihre Freude am Zeichnen sinnvoll miteinander verknüpfen.
Daraufhin absolvierte sie nach ihrer Lehre ein anschließendes Studium (1960–1965) in der Klasse für wissenschaftliche Grafik an der Werkkunstschule Wiesbaden (seit dem Jahr 2009 Hochschule RheinMain).

### Verlagsarbeit als Illustratorin
Ihr glänzendes Staatsexamen, verbunden mit ihrer praktischen Erfahrung sowie der Empfehlung des Ludwigsburger Reptilienforschers Heinz Wermuth, eröffneten der frisch gebackenen Grafikerin 1966 die Tür zum Kosmos-Verlag (damals Franckh‘sche Verlagshandlung) in Stuttgart.
Mittlerweile verheiratet mit dem Grafikdesigner Rolf Heinz Golte arbeitete sie dort 37 Jahre lang in fester Anstellung in der Abteilung Biologie als Haus-Illustratorin, die ihr umfangreiches und fundiertes naturwissenschaftliches Wissen mit einer besonderen künstlerischen Arbeitsweise verband.
Ihr Name ist aufs Engste verbunden mit einem Klassiker der Bestimmungsliteratur „Was blüht denn da?“. Erstmals herausgegeben wurde das Werk von Alois Kosch, das sich beim Bestimmen nach der Blütenfarbe und -form richtet, im Jahr 1935.
Für die erste komplett farbig bebilderte Ausgabe von „Was blüht denn da?“, die 1973 erschien und von Dietmar Aichele (1928–1996) bearbeitet und betreut wurde, schuf Marianne Golte-Bechtle in jahrelanger Vorbereitung sechshundert detailreiche Illustrationen. Sie zeichnete die frischen, blühenden Pflanzen nach der Natur in Originalgröße in einer Vase auf ihrem Schreibtisch ab und aquarellierte sie kunstvoll, um die typischen Merkmale und Aspekte einer Art in der individuellen Darstellung herauszuarbeiten und zu verdeutlichen. Vor der gestalterischen Arbeit studierte sie ihre Motive zuerst gründlich in der Fachliteratur. Sammeln in der Natur, Anfertigung von Fotografien und Skizzen, Anlegen und Auswerten von Herbarmaterial (vor allem für winterliche Arbeiten) folgten. Seltene Arten beschaffte sie sich beispielsweise im Botanischen Garten der Universität Tübingen. So trug sie entscheidend zum Erfolg dieses Naturführers bei und es entwickelte sich eine jahrelange enge Zusammenarbeit mit Dietmar Aichele. Fast 900 Abbildungen von ihr sind auch in der 60. Auflage dieses Buches mit den Verfassern Margot und Roland Spohn vertreten.
Weit über tausend Abbildungen gestaltete sie im Laufe der Jahre für die verschiedenen Naturführer des Verlages. Auch in dem über 2700-seitigen fünfbändigen Standardwerk „Die Blütenpflanzen Mitteleuropas“, verfasst von Dietmar Aichele und Heinz-Werner Schwegler (1929–2021), ist sie als stilbestimmende Illustratorin vertreten. Ihre Pflanzenporträts machten sie auch im Ausland bekannt, so bei Ausstellungen in den USA, beispielsweise 1972 im Hunt Institute for Botanical Documentation in Pittsburgh (Pennsylvania) oder im „Hunterdon Art Center“ (heute Hunterdon Art Museum) in New Jersey, wo sie 1977 mit einem ersten Preis geehrt wurde.
Ihre berufliche Arbeit war zwar vorwiegend von der Botanik geprägt, aber die Tierwelt nahm einen ebenso großen Raum ein. Ihr Büro in der Redaktion glich zeitweise einer Menagerie. Sie illustrierte zahlreiche Bücher über Haustiere, Vögel, Echsen, Meeresgetier, Gliederfüßer, Insekten usw. Ein besonderer Schwerpunkt waren dabei Sachbücher für Kinder.
Zwischen 1966 und 1982 war sie Mitgestalterin von Kosmos-Wandbildern für den Unterricht. Dazu gehörten beispielsweise „Einheimische Schlangen“, „Vom Laich zum Frosch“, „Singvögel“, „Die Bohne“, „Süßwasserplankton“. Sie illustrierte zudem von 1993 bis 2003 Schulmaterialien für den Sachunterricht an Grundschulen, vorwiegend für den Westermann Verlag.
Obwohl Fotografie und Drucktechnik mittlerweile so ausgereift waren, dass sie im Verlagswesen dominierten, glaubte Marianne Golte-Bechtle an eine Zukunft der teuren und Zeit raubenden Illustration per Hand für spezielle Aufgaben. In ihren letzten Berufsjahren machte sie sich auch mit der Arbeitsweise am Computer vertraut und war begeistert über die Möglichkeiten der Bildbearbeitung und Bildgestaltung.

### Künstlerischer Stil
Marianne Golte-Bechtle verstand sich selbst weniger als Künstlerin, denn als „solide Handwerkerin mit wissenschaftlichen Ambitionen“. Dabei galt es bei den beruflichen Aufträgen, den eigenen Stil einer naturalistischen Darstellung unterzuordnen. Zur Schulung ihrer Beobachtungsgabe und Genauigkeit besuchte sie oft mit dem Skizzenblock Naturkundemuseen und zoologische Gärten wie die Wilhelma in Stuttgart.
Privat pflegte sie zum Ausgleich einen weniger akribischen Stil, sondern eher künstlerische Großzügigkeit und Großflächigkeit mit Nass-in-Nass-Aquarelltechniken, Holzschnitten, Kreide- oder Kohlezeichnungen. Um diese Arbeitsweisen zu vervollkommnen, nahm sie jahrelang in den Sommerferien an Kursen zur Kunstmalerei teil und brachte es auch zu einigen Ausstellungen. Mit ihren Motiven aus Flora und Fauna wollte sie ihre Liebe zur Natur ausdrücken, beim Betrachter wecken und für die Bewahrung einer lebenswerten Umwelt in ihrer ganzen Vielfalt eintreten und werben.
Im Jahr 2003 ging sie in den Ruhestand und am 1. Januar 2023 verstarb sie im Alter von 81 Jahren.

## Publikationen (Auswahl)

### Naturführer, Ratgeber und Bestimmungsbücher
In allen aufgeführten Werken sind zahlreiche Illustrationen von Marianne Golte-Bechtle vertreten. Bei häufig aufgelegten Werken stehen in Klammer die Auflagen, bei denen Marianne Golte-Bechtle erstmals als Illustratorin tätig war.
- Holger Haag: Einfach essbar. 100 wilde Arten leicht erkennen. Kosmos, Stuttgart 2023, ISBN 978-3-440-17682-5.

- Rudi Beiser: Essbare Wildkräuter und Wildbeeren für unterwegs. 3. Auflage. Kosmos, Stuttgart 2022, ISBN 978-3-440-17408-1. (Erstausgabe: Kosmos, Stuttgart 2018, ISBN 978-3-440-15966-8).
- Margot und Roland Spohn: Was blüht denn da? das Original. 60., aktualisierte und erweiterte Auflage. Kosmos Verlag, Stuttgart 2021, ISBN 978-3-440-17073-1. (Erstausgabe mit Dietmar Aichele und Marianne Golte-Bechtle: Was blüht denn da? Der große bunte Kosch. 35. Auflage. Franckh’sche Verlagshandlung, Stuttgart 1973, ISBN 3-440-03723-1).
- Dietmar Aichele und Heinz-Werner Schwegler: Die Blütenpflanzen Mitteleuropas Bd. 1-5. 2. überarbeitete Auflage. Kosmos, Stuttgart 2004, ISBN 3-440-08048-X (Erstausgabe: Franckh-Kosmos, Stuttgart 1994–1996, ISBN 3-440-06190-6).
- Georg Peinemann: Von Marder, Aal und Wachtelkönig. Ein erzählender Naturführer. Kosmos, Stuttgart 2001, ISBN 3-440-08979-7.
- Christiane Gohl: Das Kosmos-Buch vom Reiten. 2. Auflage. Franckh-Kosmos, Stuttgart 1997, ISBN 3-440-07500-1. (Erstausgabe: Franckh-Kosmos, Stuttgart 1991, ISBN 3-440-06235-X).
- Wolfgang Hölzel: Der Reiter-Pass in Frage und Antwort: Vorbereitungen auf die praktischen und theoretischen Prüfungen. 7. Auflage. Franckh’sche Verlagshandlung, Stuttgart 1989, ISBN 3-440-05342-3. (Erstausgabe: Franckh’sche Verlagshandlung, Stuttgart 1979, ISBN 3-440-04750-4).
- Dietmar und Renate Aichele, Heinz-Werner Schwegler und Anneliese Schwegler: Der Kosmos-Pflanzenführer: Blütenpflanzen, Farne, Moose, Flechten, Pilze, Algen. 2. Auflage. Franckh’sche Verlagshandlung, Stuttgart 1987, ISBN 3-440-04387-8. (Erstausgabe: Franckh’sche Verlagshandlung, Stuttgart 1978, ISBN 3-440-04387-8).
- Karl Beurlen: Geologie. Die Geschichte der Erde und des Lebens. 3. überarb. Auflage, Franckh’sche Verlagshandlung, Stuttgart 1978, ISBN 3-440-04465-3. (Erstausgabe: Franckh’sche Verlagshandlung, Stuttgart 1975, ISBN 3-440-04161-1).
- Günther Flauaus: Zwergkaninchen: Haltung, Pflege, Zucht. 5. Auflage. Franckh’sche Verlagshandlung, Stuttgart 1981, ISBN 3-440-04671-0. (Erstausgabe: Franckh’sche Verlagshandlung, Stuttgart 1974).
- Wolfgang Ostermöller: Goldhamster und Meerschweinchen: zwei liebenswerte Hausgenossen. 4. Auflage. Franckh‘sche Verlagshandlung, Stuttgart 1977, ISBN 3-440-04433-5. (Erstausgabe: Franckh’sche Verlagshandlung, Stuttgart 1972, ISBN 3-440-03946-3).
- Karl Schwammberger: Kleine Säugetiere, richtig gepflegt. 2. Auflage. Franckh’sche Verlagshandlung, Stuttgart 1972, ISBN 3-440-63920-X. (Erstausgabe: Franckh’sche Verlagshandlung, Stuttgart 1968).

### Kindersachbücher
- Veronika Lang: Was krabbelt denn da? 3. Auflage. Kosmos, Stuttgart 2023, ISBN 978-3-440-17524-8. (Erstausgabe: Bärbel Oftring: Was krabbelt denn da? Insekten, Spinnen, Tausendfüßler, Asseln. Kosmos, Stuttgart 2013, ISBN 978-3-440-13523-5).
- Ilka Sokolowski: Unterwegs im Wald: entdecken – forschen – spielen. Kosmos, Stuttgart 2015, ISBN 978-3-440-14446-6.
- Holger Haag: Was lebt an Strand und Küste? Kosmos, Stuttgart 2013, ISBN 978-3-440-13613-3.
- Holger Haag: Welcher Baum ist das? entdecken, erkennen, erleben. Kosmos, Stuttgart 2012, ISBN 978-3-440-13141-1.
- Anita van Saan, Holger Haag, Ursula Stichmann-Marny: Mein erster Tier- und Pflanzenführer. Kosmos, Stuttgart 2011, ISBN 978-3-440-12560-1.
- Thomas Becker: Das kleine Was blüht denn da? Kosmos, Stuttgart 2005, ISBN 3-440-10149-5.
- Bärbel Oftring: Säugetiere Europas: entdecken und bestimmen. Kosmos Natur-Quiz. Kosmos, Stuttgart 2000, ISBN 3-440-08455-8.
- Bärbel Oftring: Tiere der Urzeit. Franckh-Kosmos, Stuttgart 1998, ISBN 3-440-07565-6.